# Hengyang
Hengyang (en chino, 衡阳; pinyin, Héngyáng (escuchar)ⓘ) es una ciudad-prefectura en la provincia de Hunan, República Popular China. Se extiende a ambos lados del río Xiang, a unos 160 km al sur de Changsha, la capital de la provincia. Fue construida en 1942. Su área es de 15 299 km² y su población total para 2010 superó los 7,24 millones de habitantes. 

## Administración
La ciudad-prefectura de Hengyang se organiza en 12 localidades que se administran en 5 distritos urbanos, 2 ciudades suburbanas y 5 condados rurales.
- Distrito Yanfeng (雁峰区)
- Distrito Zhuhui (珠晖区)
- Distrito Shigu (石鼓区)
- Distrito Zhengxiang (蒸湘区)
- Distrito Nanyue (南岳区)
- Ciudad Changning (常宁市)
- Ciudad Leiyang (耒阳市)
- Condado Hengyang (衡阳县)
- Condado Hengnan (衡南县)
- Condado Hengshan (衡山县)
- Condado Hengdong (衡东县)
- Condado Qidong (祁东县)

## Toponimia
El topónimo Hengyang [/Jən-yang/] se compone de los sinogramas Heng (nombre propio) y Yang (sur), lo que da como resultado "al sur del Heng",  en referencia a la montaña Heng (衡山 Hengshan) una de las Cinco montañas sagradas del taoísmo. Muchos lugares de China, en el nombre llevan "Yang" porque están situadas al norte de un río,o al sur de una montaña (siguiendo las tradición del Feng shui con el Yin y yang).

## Economía

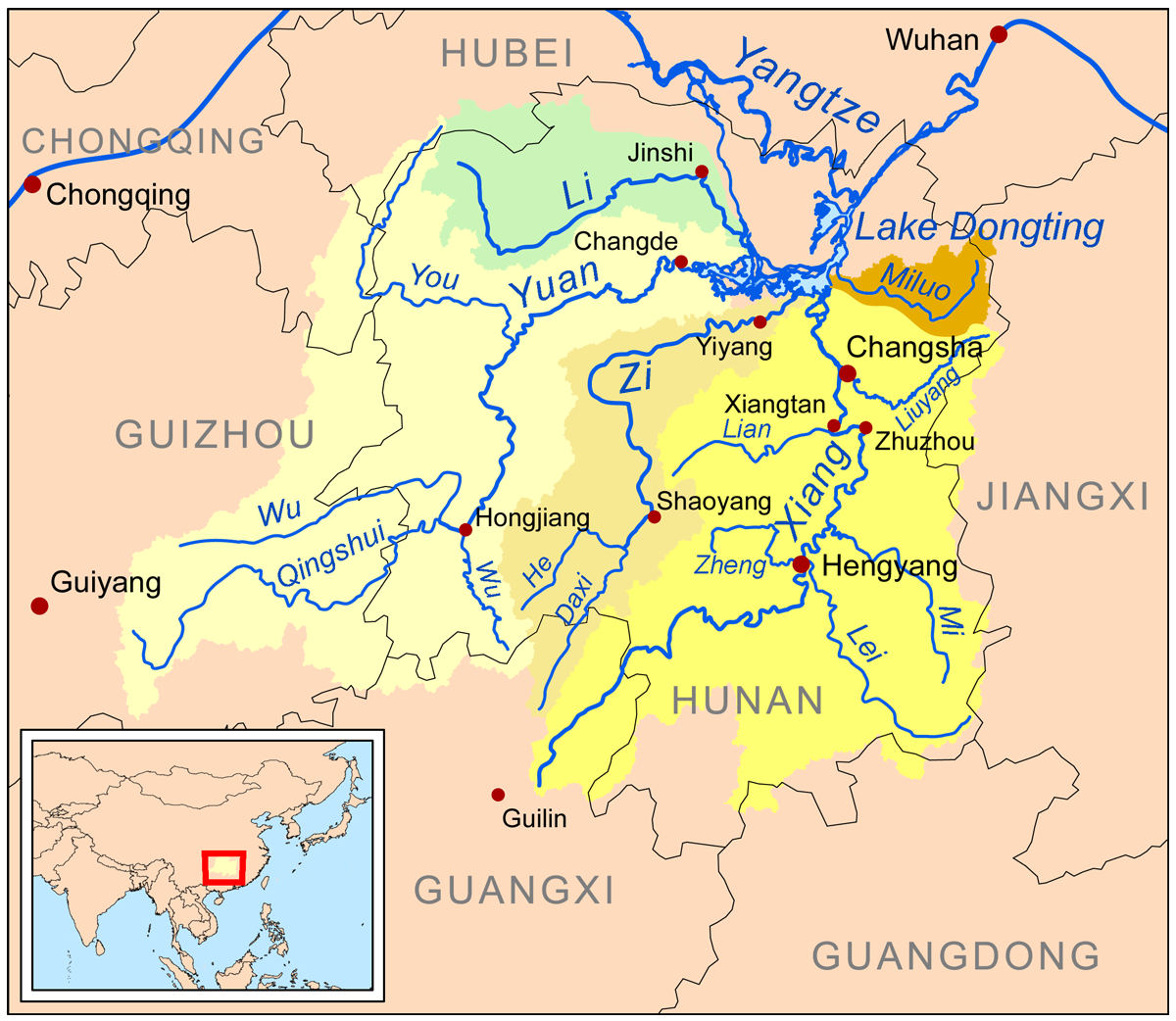
Mapa de la cuenca del lago Dongting en el que aparece, a la derecha sobre el río Xiang, Hengyang

Hengyang tiene una superficie de 15 310 km² y una población de 7.189.500 (879 051 en la ciudad propiamente dicha). Hengyang es una concurrida y creciente ciudad industrial y el centro de transporte aéreo líder de Hunan, que une el agua, ferrocarril y rutas de carretera. Las manufacturas incluyen productos químicos, textiles, agrícolas, equipo de minería, papel y alimentos procesados. Cerca hay minas de plomo, zinc, carbón y estaño. Su antiguo nombre era Hengzhou (Hengchow).

## Turismo
Conocida como la "Perla Reluciente en el sur de China" y como "Ciudad Ganso Silvestre" (este último a causa de los gansos salvajes que suelen descansar aquí, mientras que vuelan hacia el sur para el invierno), Hengyang ha sido la cuna de muchas figuras históricas, como los poetas Du Fu y Han Yu, el inventor de la fabricación de papel Cai Lun y el revolucionario Luo Ronghuan. El monte Heng, una de las Cinco Montañas Sagradas, se encuentra a 45 kilómetros al norte de la ciudad propiamente dicha. La ciudad alberga unos pocos parques de estilo chino, la mayoría de ellos de pago (la entrada de 1 a 8 yuanes).

## Transporte
Hengyang es uno de los centros de la autopista 45 en China. Jing-Zhu Autopista (Pekín a Zhuhai) y Heng-Kun a la autopista (Hengyang a Kunming) se cruzan aquí. Las carreteras 107 (a Pekín a Cantón) y 322 (a Kunming) pasan por el centro de la ciudad.
Dos terminales de autobuses se localizan en la ciudad. Una de ellas es la Terminal Hengyang que se localiza en el centro de la ciudad y opera las líneas de las provincias y dentro de las líneas de metro en dirección norte y oeste. Otra es LingHu, que opera las líneas de las direcciones sur y este y se localiza en el borde de la ciudad.
Hengyang es un importante centro de transportes en el sur de China. Dos líneas de tren principal se cortan en Hengyang, una es Jing Guang (de Pekín a Cantón) y Xiang Gui (de Hengyang a Nanning). La estación de trenes de Hengyang es una de las diez estaciones de trenes más grandes de China y es reconocida como una de las extra-estaciones de nivel superior.
Más de 100 trenes pasan y paran en Hengyang Raiway la estación, por lo que es una de las estaciones más concurridas de todo el país con conexión con la mayoría de las ciudades de China. Para llegar a la estación, la gente puede tomar las líneas de autobuses urbanos 1, K1, 7, 16, 18, 25, 24, 27, 36, 37, K38.

## Clima
| Parámetros climáticos promedio de Hengyang (1971−2000) | Parámetros climáticos promedio de Hengyang (1971−2000) | Parámetros climáticos promedio de Hengyang (1971−2000) | Parámetros climáticos promedio de Hengyang (1971−2000) | Parámetros climáticos promedio de Hengyang (1971−2000) | Parámetros climáticos promedio de Hengyang (1971−2000) | Parámetros climáticos promedio de Hengyang (1971−2000) | Parámetros climáticos promedio de Hengyang (1971−2000) | Parámetros climáticos promedio de Hengyang (1971−2000) | Parámetros climáticos promedio de Hengyang (1971−2000) | Parámetros climáticos promedio de Hengyang (1971−2000) | Parámetros climáticos promedio de Hengyang (1971−2000) | Parámetros climáticos promedio de Hengyang (1971−2000) | Parámetros climáticos promedio de Hengyang (1971−2000) |
| Mes                                                    | Ene.                                                   | Feb.                                                   | Mar.                                                   | Abr.                                                   | May.                                                   | Jun.                                                   | Jul.                                                   | Ago.                                                   | Sep.                                                   | Oct.                                                   | Nov.                                                   | Dic.                                                   | Anual                                                  |
| ------------------------------------------------------ | ------------------------------------------------------ | ------------------------------------------------------ | ------------------------------------------------------ | ------------------------------------------------------ | ------------------------------------------------------ | ------------------------------------------------------ | ------------------------------------------------------ | ------------------------------------------------------ | ------------------------------------------------------ | ------------------------------------------------------ | ------------------------------------------------------ | ------------------------------------------------------ | ------------------------------------------------------ |
| Temp. máx. media (°C)                                  | 9.0                                                    | 10.7                                                   | 14.8                                                   | 21.8                                                   | 27.0                                                   | 30.7                                                   | 34.3                                                   | 33.6                                                   | 29.0                                                   | 23.6                                                   | 17.8                                                   | 12.5                                                   | 22.1                                                   |
| Temp. mín. media (°C)                                  | 3.5                                                    | 5.1                                                    | 8.7                                                    | 14.7                                                   | 19.5                                                   | 23.2                                                   | 25.9                                                   | 25.5                                                   | 21.5                                                   | 16.2                                                   | 10.6                                                   | 5.6                                                    | 15                                                     |
| Precipitación total (mm)                               | 80.0                                                   | 100.2                                                  | 142.6                                                  | 169.2                                                  | 205.9                                                  | 167.3                                                  | 107.4                                                  | 120.4                                                  | 62.4                                                   | 87.8                                                   | 64.4                                                   | 44.0                                                   | 1351.6                                                 |
| Días de precipitaciones (≥ 0.1 mm)                     | 16.2                                                   | 15.3                                                   | 19.7                                                   | 18.5                                                   | 16.9                                                   | 13.4                                                   | 9.6                                                    | 10.5                                                   | 8.8                                                    | 11.9                                                   | 9.8                                                    | 9.5                                                    | 160.1                                                  |
| Fuente: Weather China                                  |                                                        |                                                        |                                                        |                                                        |                                                        |                                                        |                                                        |                                                        |                                                        |                                                        |                                                        |                                                        |                                                        |